# Torre Ramona
La Torre Ramona, o Torre Ramón, es un antiguo palacio rural de estilo gótico-renacentista, edificado en el siglo XVI, posiblemente a partir del 1527. Edificio de dos pisos de planta cuadrada, bajos, planta noble y buhardilla, todo cubierto con teja árabe a cuatro aguas, de unos 25 m de lado, con visibles indicios de haber sido cercado por un muro almenado.

## Ubicación
Situado al pie del Castillo de Subirats, cerca de la confluencia del río Noya con la riera Lavernó, encima de un pequeño montículo, dominando el paso del camino real.

## Historia
La construcción de la Torre Ramona obedece a la clásica etapa de la transformación de los castillos en palacios. Fue mandado construir por Francisco Juan Gralla y Desplà, hijo de Miquel Joan Gralla, quien compró el señorío de Subirats al emperador Carlos I de España, en 1521. El palacio, con las pertenencias, fue vendido por Gastón de Montcada y Gralla, en enero de 1611, a José de Milsocós, por 37.000 libras, y pasó años después, a ser propiedad de Ramón de Ramona. La familia Ramona o, mejor dicho, Ramón, fue defensora de la causa del archiduque Carlos de Austria en la Guerra de Sucesión Española (1701-1713/1715) y, por ello, el rey Felipe V de España secuestró transitoriamente los bienes.